# اوبرکاتس
اوبرکاتس (به آلمانی: Oberkatz) یک شهر در آلمان است که در اشمالکالدن-ماینینگن واقع شده‌است. اوبرکاتس ۲۷۷ نفر جمعیت دارد.